# 李公弼
李 公弼（リ・ゴンピル、朝鮮語: 리공필）は、朝鮮民主主義人民共和国の政治家。両江道人民委員会委員長、両江道行政経済委員会委員長などを歴任した。

## 経歴
出生地や生年月日は不明。1994年6月に両江道行政経済委員会委員長に任命され、1998年7月に最高人民会議第10期代議員に選出された。1998年9月には両江道人民委員会委員長に任命された。2003年8月に最高人民会議第11期代議員に再選。2005年8月には金正日総書記の出生地とされる白頭山で、外国の親北朝鮮団体関係者と楊亨燮最高人民会議常任委員会副委員長らが参加した集会に参加した。
2007年1月に両江道人民委員会委員長を解任されていたことが判った。以後の事績は不明。

## 参考サイト
- 북한정보포털

| 先代 | 両江道人民委員会委員長1998年 - 2007年 | 次代金哲 |

| 先代金興三 | 両江道行政経済委員会委員長1994年 - 1998年 | 次代廃止 |